# Coppa Italia Primavera 1982-1983
La Coppa Italia Primavera 1982-1983 è stata l'undicesima edizione del torneo riservato alle squadre giovanili iscritte al Campionato Primavera. Il detentore del trofeo era l'Avellino.
La vittoria finale è andata al Torino per la prima volta nella sua storia.